# Tieffenbach
Tieffenbach är en kommun i departementet Bas-Rhin i regionen Grand Est (tidigare regionen Alsace) i nordöstra Frankrike. Kommunen ligger i kantonen La Petite-Pierre som tillhör arrondissementet Saverne. År 2022 hade Tieffenbach 245 invånare.

## Geografi
Byn Tieffenbach ligger 250 meter över havet i Vogeserna i en skogklädd, ganska djup och trång del av floden Eichels dalgång. 4 km väster om det låga passet Col de Puberg (330m) som förbinder Rhens och Saars avrinningsområden. Närmaste by är Struth, som ligger en kilometer söderut och betydligt högre.

### Kommunikationer
Byns järnvägsstation, Tieffenbach-Struth, ligger vid huvudlinjen Strasbourg-Sarreguemines-Saarbrücken men bara lokaltåg och bussar stannar.

## Historia
- Tieffenbach omnämns i kända skrifter tidigast år 718, då byn erbjuds till klostret i Wissembourg.[4]
- Järnvägen Sarreguemines - Mommenheim öppnades 1895.[5]

### Befolkningsutveckling
Antalet invånare i kommunen Tieffenbach
| Referens: INSEE |